# جونثالو بيريث دي بارجاس
جونثالو بيريث دي بارجاس (بالإسبانية: Gonzalo Pérez de Vargas) (ولد في 10 يناير 1991) هو لاعب كرة يد إسباني يلعب لصالح نادي برشلونة ومنتخب إسبانيا.

## روابط خارجية
- جونثالو بيريث دي بارجاس على موقع الاتحاد الأوروبي لكرة اليد (الإنجليزية)
- جونثالو بيريث دي بارجاس على موقع الاتحاد الفرنسي لكرة اليد (الفرنسية)
- جونثالو بيريث دي بارجاس على موقع نادي كيل لكرة اليد (الألمانية)
- جونثالو بيريث دي بارجاس على موقع أوليمبيديا (الإنجليزية)